# Fukui-præfekturet
Fukui-præfekturet (福井県 Fukui-ken) er et præfektur i Japan.
Præfekturet ligger i regionen Chūbu på den nordvestlige del af Japans hovedø Honshū. Det har 764.533 (2021) indbyggere og et areal på 4.189 km2
. Hovedbyen i præfekturet er byen med samme navn Fukui.

## Forhistorien
Kitadani-formationen, på Sugiyama-floden inden for Katsuyamas bygrænse, har været hjemsted for dyr som megaraptora Fukuiraptor kitadaniensis, hadrosauroidea Fukuisaurus tetoriensis, coelurosauria Fukuivenator paradoxus og macronaria Fukuititan nipponensis såvel som navngivet Dromaeosauridae.

## Historie
Fukui-præfekturet stammer oprindelig fra de tidligere provinser Wakasa og Echizen. Disse to provinser fusionerede i 1871 for at danne præfekturet.
Under Edo-perioden havde regionens-daimyō efternavnet Matsudaira, og var en efterkommer af Tokugawa Ieyasu fra Tokugawa-shogunatet.
I løbet af 2.verdenskrig blev hovedstaden Fukui hårdt bombet, og dens Fukui slot, der var omgivet af en voldgrav, blev revet ned. Præfektur-regeringsbygninger blev bygget på stedet.

## Geografi
Fukui-præfekturet ligger ved kysten ud til det Japanske Hav. Det har en vestlig del (tidligere Wakasa), der er en smal slette mellem bjergene og havet, og en større østlig del (tidligere kaldet Echizen) med store sletter, og der ligger også hovedstaden, hvor det meste af Fukuis befolkning bor. Præfekturet ligger i Japans sneland.
Den 31. marts 2008 blev 15% af det samlede areal af præfekturet udpeget som nationalpark, nemlig Nationalpark Hakusan, kvasi-naturalpark Echizen-Kaga Kaigan, kvasi-naturalpark Wakasa Wan og Præfekturalsk nationalpark Okuetsu Kōgen.
Den administrative opdeling er som følger:
Uafhængige byer (市 shi)
Det er ni byer i præfekturet Fukui:
- Awara
- Echizen
- Fukui (hovedstaden)
- Katsuyama
- Obama
- Ono
- Sabae
- Sakai
- Tsuruga

Kommuner
Fukuis kommuner, klassificeret efter distrikt (郡 gun):
| Distrikt       | Kommune       |
| -------------- | ------------- |
| Imadate        | Ikeda         |
| Mikata         | Mihama        |
| Mikatakaminaka | Wakasa        |
| Nanjo          | Minamiechizen |
| Nyu            | Echizen       |
| Oi             | Oi - Takahama |
| Yoshida        | Eiheiji       |

## Økonomi
Sabae er kendt for at producere 90% af japansk hjemmelavede briller.

Der er flere atomkraftværker placeret langs Wakasa bugt i Tsuruga, som leverer strøm til Keihanshin storby. Det har 14 kernereaktorer, der er det meste af alle præfekturerne.

## Demografi
Fukui er en af de mindre befolket præfekturer i Japan, i september 2015 var der anslået 785.508 mennesker, der bor i 281.394 husstande. Som det ses i det meste af Japan står Fukui over for problemet med både en aldrende og faldende befolkning, 28,6% af befolkningen var over 65 år i juli 2015 og befolkningen er faldet 2,6% fra de 806.000, der blev målt i den nationale folketælling i oktober 2010.

## Kultur
Fukui har længe været et center for papirproduktion i Japan (sammen med Kyoto). Dens Echizen Papermaking Cooperative er en verdensberømt samling papirmagere, der laver papir i den traditionelle Echizen-stil.
- Maruoka-jo, er Japans ældste bevarede slot. Slottet blev bygget i 1576.
- Eihei-ji, et tempel til at uddanne buddhistiske munke. Templet blev grundlagt i 1244 af Dogen Zenji.
- Ichijōdani, disse ruiner er et af de vigtigste kulturarvsteder i Japan.
- Myōtsū-ji, pagoden i tre etager og Hovedhallen er nationale skatte i Japan.
- Der er mange fossiler af dinosaurer fundet i Fukui, og de kan ses i Fukui Dinosaur Museum.

## Galleri
- Tōjinbō, Sakai, Fukui
- Japansk kirsebærerne, Asuwa flod, Fukui, Fukui
- Ichijōdani Asakura Family Historic Ruins
- Myōtsū-ji, Obama, Fukui
- Maruoka slot, Sakai, Fukui